# Templo de Apolo de los atenienses en Delos
El Templo de Apolo de los atenienses era un antiguo templo griego dedicado a Apolo en la isla de Delos (Grecia). Sus ruinas forman parte del yacimiento arqueológico de Delos, declarado Patrimonio de la Humanidad por la Unesco. Más concretamente, el yacimiento forma parte del santuario de Apolo y Artemisa de Delos.

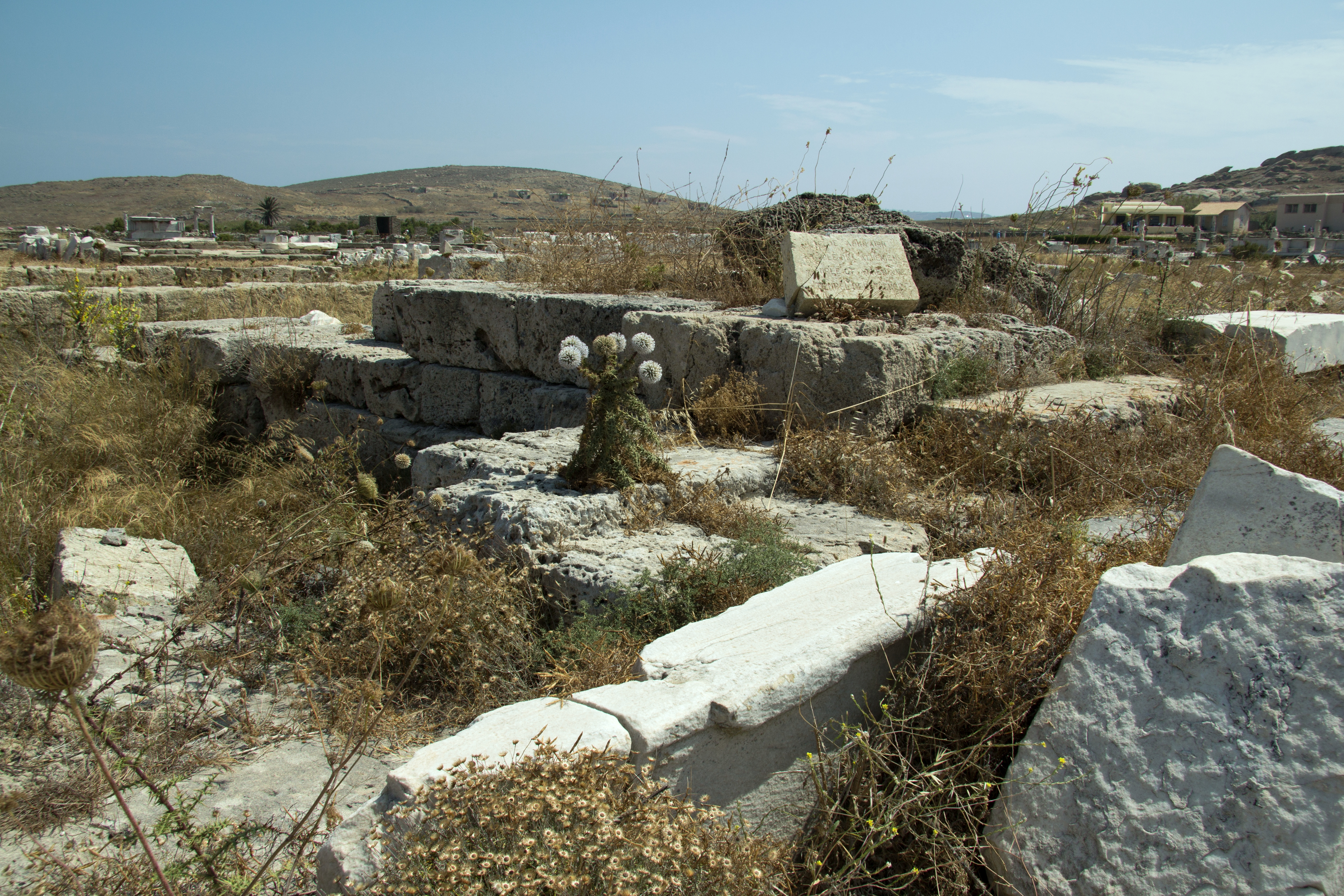
Ruinas del Templo.

El templo ateniense de Apolo fue construido en época clásica alrededor de 425-417 a. C. Fue construido en Delos por los atenienses, que gobernaban la isla en aquella época. Fue el último de los tres templos dedicados a Apolo en Delos, y era el del medio. Al sur se encontraba el algo anterior Templo de Apolo de Delos y al norte el arcaico llamado Templo de Apolo Poros. También es conocido como el Templo de las Siete Esculturas.
El templo estaba construido según el estilo dórico. Medía unos 17 m de largo y unos 11 m de ancho. Era un templo anfipróstilo con seis columnas tanto en la parte delantera como en la trasera. Tras las columnas de la fachada oeste había un pronaos con cuatro columnas rectangulares delante, y tras ellas una naos o cella, abierta hacia el oeste. Dentro de la naos había un espacio semicircular para estatuas de oro. Eran siete y representaban a diferentes dioses, pero no se sabe con certeza de cuáles se trataba.
Delante del templo, en su lado occidental, se alzaba el altar Keratón, hecho de cuernos y dedicado a Apolo.